# Romazières
Romazières est une commune du Sud-Ouest de la France située dans le département de la Charente-Maritime, en région Nouvelle-Aquitaine.
Ses habitants sont appelés les  Romaziens  et les Romaziennes.

## Géographie

### Le cadre géographique
La commune de Romazières est située à proximité de la forêt de Chef-Boutonne qui chevauche la limite départementale séparant les Deux-Sèvres au nord-est de la Charente-Maritime au sud-ouest. Elle est également bordée au sud par la forêt de Fontaines qui s'étend sur une grande partie de la commune voisine de Fontaine-Chalendray. Enserrée entre ces deux massifs forestiers composés essentiellement de feuillus, Romazières est enclavée dans une zone de hautes collines calcaires où aucun point de son finage communal n'est situé au-dessous des 100 mètres d'altitude comme les communes voisines de Saleignes, les Éduts et Vinax. Romazières appartient géographiquement à la partie méridionale du Seuil du Poitou où le relief se renforce notablement, près de la forêt d'Aulnay et de celle de Chef-Boutonne, donnant les plus hautes altitudes au département de la Charente-Maritime. Dans la commune, son « sommet » se trouve au Bois-Giffard culminant à 144 mètres, en limite départementale.
Bien que située dans une région de causse où la sécheresse estivale est chronique à cause des calcaires perméables qui ne retiennent pas l'eau, la commune est devenue un riche terroir céréalier. En effet, la nature calcaire de ses terrains en a fait de bonne heure une terre céréalière en raison de la présence des groies qui, bien amendées ou chaulées, donnent des sols fertiles. Les cultures privilégiées sont le blé et l'orge de printemps et le blé dur. Ce qui a eu pour conséquence un changement radical du paysage agricole comme observé dans les communes alentour. L'ancien bocage qui prévalait sur la commune jusqu'au début des années 1970 est devenu un paysage d'openfield après les grandes opérations de remembrement agricole. Aujourd'hui, les champs voués exclusivement aux céréales laissent apparaître de grands espaces nus où seules les hautes collines boisées brisent la ligne d'horizon.

### Localisation
| \| Romazières en Charente-Maritime. · Romazières \| Romazières en Charente-Maritime. |
| Romazières en Charente-Maritime. · Romazières                                        |

Romazières se trouve à 16 km à l'est d'Aulnay-de-Saintonge, chef-lieu du canton le plus étendu du département de la Charente-Maritime et à 36 km à l'est de Saint-Jean-d'Angély, chef-lieu d'arrondissement et principale ville de la Saintonge du Nord.
Chef-Boutonne, chef-lieu de canton du département voisin  des Deux-Sèvres, est la ville deux-sévrienne la plus proche de Romazières, étant située à 24 kilomètres au nord-est.
La ville la plus proche de Romazières dans le département voisin de la Charente est Ruffec, située à 32 kilomètres à l'est.
Le petit village de Romazières est traversé par la route départementale qui relie Néré à Ruffec via Villiers-Couture, Couture-d'Argenson en Deux-Sèvres et Villefagnan, chef-lieu de canton en Charente.

### Communes limitrophes
La commune de Romazières qui fait partie du canton de Matha dans sa bordure orientale est limitrophe du département voisin des Deux-Sèvres que sépare à l'est la forêt domaniale de Chef-Boutonne.
Au nord de Romazières se trouve le petit village de Saleignes contigu à la forêt domaniale de Chef-Boutonne
Romazières jouxte à l'ouest la petite commune des Éduts caractérisée par son village haut perché. La commune est bordée au sud-ouest par une faible portion de la vaste commune de Néré et au sud par la commune  de Seigné.
Enfin, au sud-est et à l'est, elle est en contact avec les communes de Fontaine-Chalendray que sépare la forêt de Fontaine et de Villiers-Couture, cette dernière étant limitrophe des Deux-Sèvres avec la commune la plus méridionale de ce département voisin.
|           | Saleignes           | Aubigné (Deux-Sèvres) |
| Les Éduts | Romazières          | Villiers-Couture      |
| Seigné    | Fontaine-Chalendray |                       |

### Hydrographie
Aucun cours d'eau référencé par le Sandre ne traverse la commune.

## Urbanisme

### Typologie
Au 1er janvier 2024, Romazières est catégorisée commune rurale à habitat très dispersé, selon la nouvelle grille communale de densité à 7 niveaux définie par l'Insee en 2022.
Elle est située hors unité urbaine et hors attraction des villes,.

### Occupation des sols
L'occupation des sols de la commune, telle qu'elle ressort de la base de données européenne d’occupation biophysique des sols Corine Land Cover (CLC), est marquée par l'importance des territoires agricoles (64,9 % en 2018), en augmentation par rapport à 1990 (62 %). La répartition détaillée en 2018 est la suivante : 
terres arables (59 %), forêts (35 %), zones agricoles hétérogènes (5,9 %). L'évolution de l’occupation des sols de la commune et de ses infrastructures peut être observée sur les différentes représentations cartographiques du territoire : la carte de Cassini (XVIIIe siècle), la carte d'état-major (1820-1866) et les cartes ou photos aériennes de l'IGN pour la période actuelle (1950 à aujourd'hui).

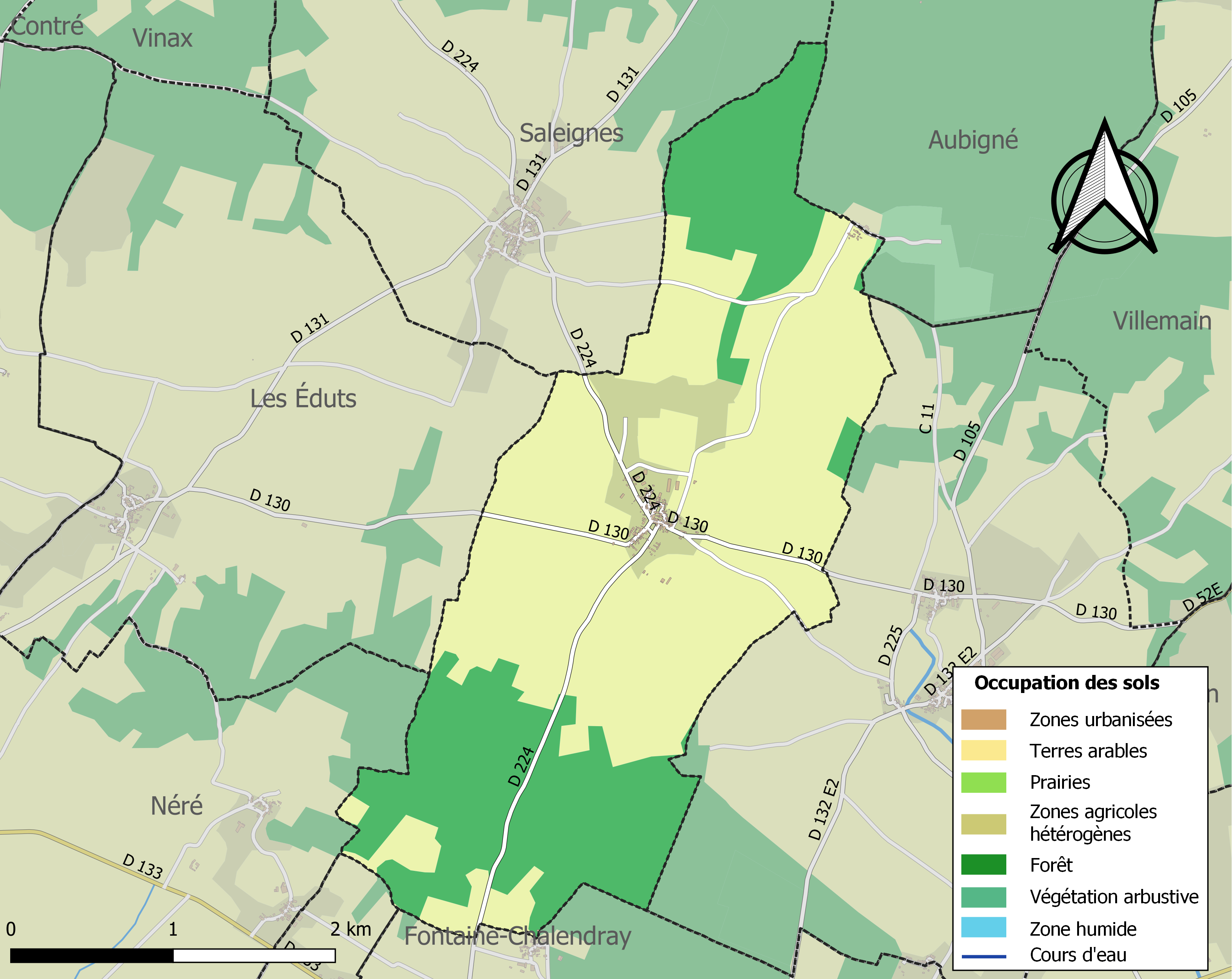
Carte des infrastructures et de l'occupation des sols de la commune en 2018 (CLC).

### Risques majeurs
Le territoire de la commune de Romazières est vulnérable à différents aléas naturels : météorologiques (tempête, orage, neige, grand froid, canicule ou sécheresse), inondations, mouvements de terrains et séisme (sismicité modérée). Il est également exposé à un risque technologique,  le transport de matières dangereuses. Un site publié par le BRGM permet d'évaluer simplement et rapidement les risques d'un bien localisé soit par son adresse soit par le numéro de sa parcelle.

#### Risques naturels
Certaines parties du territoire communal sont susceptibles d’être affectées par le risque d’inondation par débordement de cours d'eau. La commune a été reconnue en état de catastrophe naturelle au titre des dommages causés par les inondations et coulées de boue survenues en 1982, 1999 et 2010,.

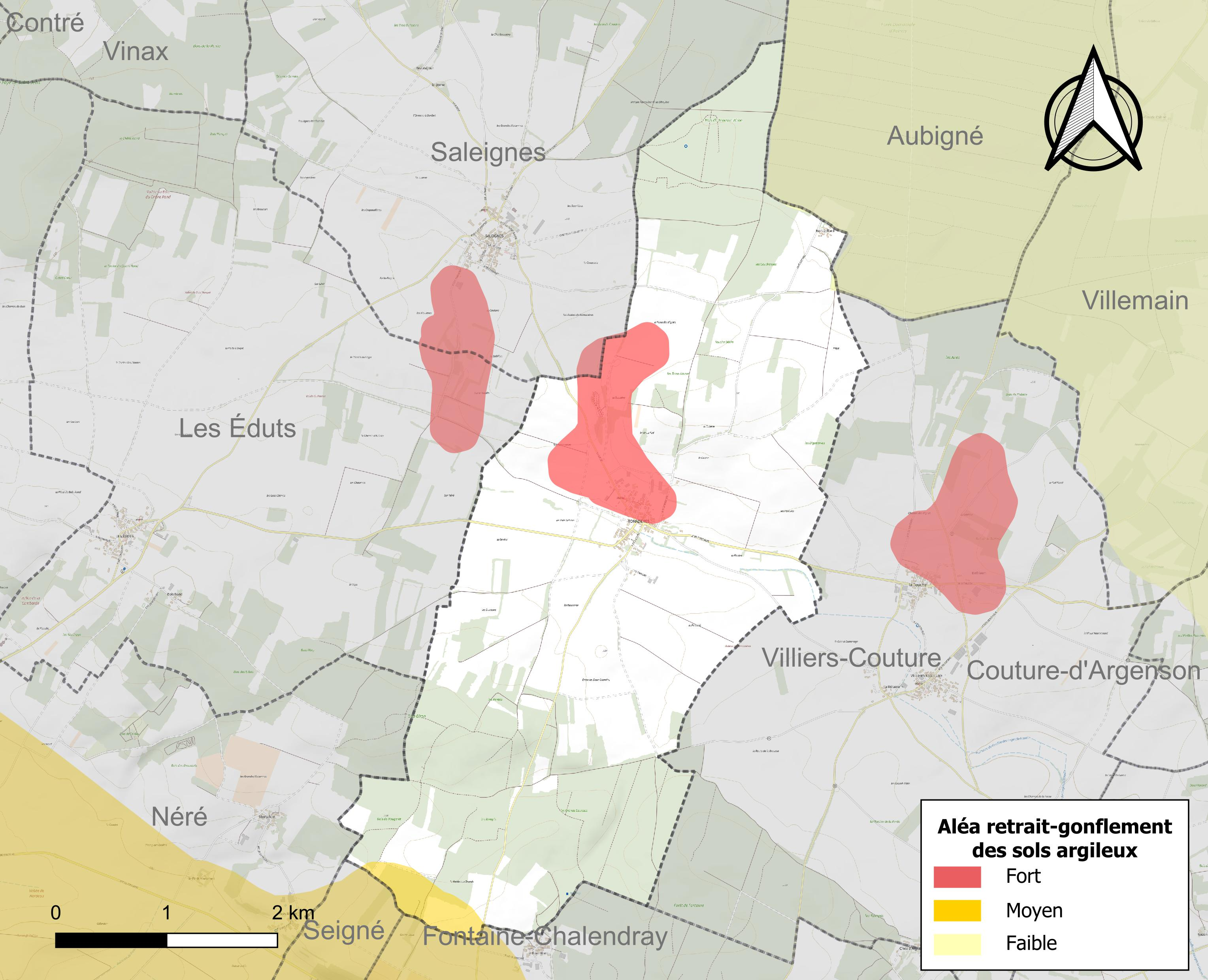
Carte des zones d'aléa retrait-gonflement des sols argileux de Romazières.

Les mouvements de terrains susceptibles de se produire sur la commune sont des tassements différentiels.
Le retrait-gonflement des sols argileux est susceptible d'engendrer des dommages importants aux bâtiments en cas d’alternance de périodes de sécheresse et de pluie. 8,2 % de la superficie communale est en aléa moyen ou fort (54,2 % au niveau départemental et 48,5 % au niveau national). Sur les 73 bâtiments dénombrés sur la commune en 2019,  31 sont en aléa moyen ou fort, soit 42 %, à comparer aux 57 % au niveau départemental et 54 % au niveau national. Une cartographie de l'exposition du territoire national au retrait gonflement des sols argileux est disponible sur le site du BRGM,.
Par ailleurs, afin de mieux appréhender le risque d’affaissement de terrain, l'inventaire national des cavités souterraines permet de localiser celles situées sur la commune.
Concernant les mouvements de terrains, la commune a été reconnue en état de catastrophe naturelle au titre des dommages causés par des mouvements de terrain en 1999 et 2010.

#### Risques technologiques
Le risque de transport de matières dangereuses sur la commune est lié à sa traversée par une ou des infrastructures routières ou ferroviaires importantes ou la présence d'une canalisation de transport d'hydrocarbures. Un accident se produisant sur de telles infrastructures est susceptible d’avoir des effets graves sur les biens, les personnes ou l'environnement, selon la nature du matériau transporté. Des dispositions d’urbanisme peuvent être préconisées en conséquence.

## Démographie
L'évolution du nombre d'habitants est connue à travers les recensements de la population effectués dans la commune depuis 1793. Pour les communes de moins de 10 000 habitants, une enquête de recensement portant sur toute la population est réalisée tous les cinq ans, les populations de référence des années intermédiaires étant quant à elles estimées par interpolation ou extrapolation. Pour la commune, le premier recensement exhaustif entrant dans le cadre du nouveau dispositif a été réalisé en 2007.

En 2022, la commune comptait 83 habitants, en évolution de +16,9 % par rapport à 2016 (Charente-Maritime : +4,04 %, France hors Mayotte : +2,11 %).
| 1793 | 1800 | 1806 | 1821 | 1831 | 1836 | 1841 | 1846 | 1851 |
| ---- | ---- | ---- | ---- | ---- | ---- | ---- | ---- | ---- |
| 264  | 295  | 288  | 286  | 296  | 282  | 304  | 300  | 300  |

| 1856 | 1861 | 1866 | 1872 | 1876 | 1881 | 1886 | 1891 | 1896 |
| ---- | ---- | ---- | ---- | ---- | ---- | ---- | ---- | ---- |
| 293  | 289  | 273  | 269  | 265  | 258  | 239  | 220  | 192  |

| 1901 | 1906 | 1911 | 1921 | 1926 | 1931 | 1936 | 1946 | 1954 |
| ---- | ---- | ---- | ---- | ---- | ---- | ---- | ---- | ---- |
| 223  | 218  | 242  | 204  | 178  | 191  | 189  | 162  | 154  |

| 1962 | 1968 | 1975 | 1982 | 1990 | 1999 | 2006 | 2007 | 2012 |
| ---- | ---- | ---- | ---- | ---- | ---- | ---- | ---- | ---- |
| 155  | 138  | 128  | 102  | 99   | 80   | 68   | 66   | 74   |

| 2017 | 2022 | - | - | - | - | - | - | - |
| ---- | ---- | - | - | - | - | - | - | - |
| 71   | 83   | - | - | - | - | - | - | - |

La commune de Romazières fait partie des communes les moins peuplées du canton d'Aulnay, auxquelles s'ajoutent Les Éduts, Saleignes et Vinax qui ont toutes le trait commun de compter moins de 100 habitants.
Cette petite commune rurale, comme beaucoup dans cette partie du nord-est de la Charente-Maritime, appartient à ces zones rurales en voie de désertification où le problème démographique est particulièrement préoccupant. Lors du recensement de 2007, Romazières comptait 66 habitants. À son apogée vers le milieu du XIXe siècle, pendant la Monarchie de Juillet, elle en comptait presque le quintuple, 304 en 1841. Mais l'accélération de la dépopulation de la commune a été impressionnante depuis la fin de la Seconde Guerre mondiale où Romazières a perdu plus de la moitié de sa population en un demi-siècle seulement, passant de 162 habitants en 1946 à 80 habitants en 1999.
La commune a atteint dès le recensement de 1999 son niveau démographique le plus bas jamais enregistré de toute sa période contemporaine.
Aujourd’hui, la densité est nettement inférieure à 10 hab./km2 (8 hab./km2 en 2007), ce qui en fait une des communes les moins densément peuplées de la Charente-Maritime.

## Toponyme
Le nom de la commune apparaît en 963 sous la forme latine de terra de Rubras Macerias, c'est-à-dire des ruines rouges ou rousses au moment de l'occupation de ces lieux au milieu du Moyen Âge. Le substantif macerias a donné le français mazière dont le sens désigne des ruines tandis que le qualificatif rubras (qui est ici un pluriel - singulier rubeus) peut s'expliquer par « l'action du feu, qui rubéfie les pierres »[Quoi ?].
Il se peut que le village gallo-romain initial ait subi les incursions dévastatrices des envahisseurs barbares au moment de l'effondrement de l'Empire romain à la fin du IVe siècle et aurait été incendié après leur passage. Le village abandonné aurait été de nouveau découvert au temps des défrichements monastiques de la vaste sylve d'Argenson qui recouvrait toute cette région au milieu du Moyen Âge.

## Histoire

### Une origine gallo-romaine, une prospérité médiévale
D'origine gallo-romaine selon une indication sur un ancien cartulaire, le village de Romazières se développe au milieu du Moyen Âge grâce à la fondation en 1085 d'un prieuré qui relève de la puissante abbaye des Bénédictins de Saint-Jean-d'Angély. Sous leur influence, les religieux y font bâtir une église romane au XIIe siècle surmontée d'un pignon à deux arcades où étaient logées les deux cloches de l'église
Au XIVe siècle, les terres de la paroisse de Romazières sont concédées à la seigneurie de Chef-Boutonne qui en fait une possession de la province du Poitou.

### Romazières pendant les Temps Modernes
Au début du XVIe siècle, Romazières se voit doter d'un relai de poste grâce à sa situation sur la route de Chef-Boutonne à Néré. Cet ancien relais qui fut un temps le Grand Logis se distingue par son style Renaissance et est pourvu d'« une porte blasonnée qui ouvre sur un escalier de pierre en pas de vis de grande largeur où celui-ci donne accès à quatre grandes salles dotées de belles cheminées à hotte ». Si la hotte d'une des cheminées porte la date de 1602, la construction de l'édifice remonte toutefois au XVe siècle si on se réfère à l'histoire de Jehan tailleboeuf qui vint passer la nuit dans cette auberge de Lucas Rateau le 29 janvier 1470 et qui eut maille à partir avec des noceurs de Fontaine Chalandray. Arch. Nat. JJ 196, numéro 1X5, FOL 116 V.
Au XVIIIe siècle, la paroisse de Romazières relève de la Généralité de Poitiers et de l'Élection de Niort.
En 1790, cette paroisse du Poitou en est détachée pour former le canton de Néré, lequel est annexé au nouveau département de la Charente-Inférieure. En 1800, ce canton fusionne avec celui d'Aulnay où celui-ci devient dès lors le plus étendu de la Charente-Maritime.

### Romazières pendant leXIXesiècle
Pendant le XIXe siècle, notamment pendant la Monarchie de Juillet, la commune est dotée de quatre moulins à vent qui transforment les céréales locales et dispose d'une tuilerie qui a laissé son nom à un lieu-dit attestant de son ancienne importance.
En 1896, Romazières est desservie par la voie ferrée Saint-Jean-d'Angély-Chef-Boutonne-Saint-Saviol. Ses habitants prennent le train à la petite gare intercommunale de Saleignes-Romazières. Pendant un demi-siècle, cette petite gare rurale désenclavera la commune jusqu'à sa fermeture à la fin de l'année 1950.

### Romazières pendant leXXesiècle
Comme les communes voisines de Saleignes et Les Éduts, Romazières a été durement affectée par le mouvement de l'exode rural au lendemain de la Seconde Guerre mondiale. Elle a perdu plus de la moitié de ses habitants en un demi-siècle et la commune a connu de grandes transformations de ses paysages agricoles. Certes la forêt est encore très présente autour du village de Romazières mais un paysage agricole d'openfield marque désormais le finage communal. Les grands champs de céréales remplacent l'ancien bocage et rappellent les grands terroirs céréaliers des plaines de l'Aunis et des bas plateaux de la Saintonge du Nord qui se prolongent sans discontinuer à l'est vers les terres du Ruffécois dans le département voisin de la Charente.

## Administration

### Liste des maires
| Période                                  | Période  | Identité          | Étiquette | Qualité      |
| ---------------------------------------- | -------- | ----------------- | --------- | ------------ |
| 2001                                     | 2020     | Sylvette Geoffroy |           | Agricultrice |
| 2020                                     | En cours | André Leclere     |           | ancien cadre |
| Les données manquantes sont à compléter. |          |                   |           |              |

### Canton
La commune de Romazières appartient depuis mars 2015 au canton de Matha, après avoir longtemps dépendu du canton d'Aulnay.

### Intercommunalité
La commune adhéra de 1994 à 2013 à la communauté de communes du canton d'Aulnay-de-Saintonge dont le siège administratif était situé à Aulnay-de-Saintonge. Depuis le 1er janvier 2014, la commune adhère à la Communauté de communes des Vals de Saintonge qui regroupe les communes du nord-est de la Charente-Maritime et dont le siège se trouve à Saint-Jean-d'Angély.

## Lieux et monuments
L'église de l'Assomption
L'église de l'Assomption date du XIIe siècle. Elle se caractérise par l'absence d'ornementation mais se singularise par sa façade à pignon-clocher avec double arcades, avec une corniche et une fenêtre à colonnettes. Elle est dotée d'une nef unique et son abside est semi-circulaire.
Cette petite église rurale est inscrite à l'inventaire des monuments historiques depuis le 13 mars 1935.
L'ancien relais de poste
L'ancien relais de poste est un édifice du début de la Renaissance qui a gardé une architecture de l'époque de sa création dont témoigne la porte blasonnée.